# Bruckmadl

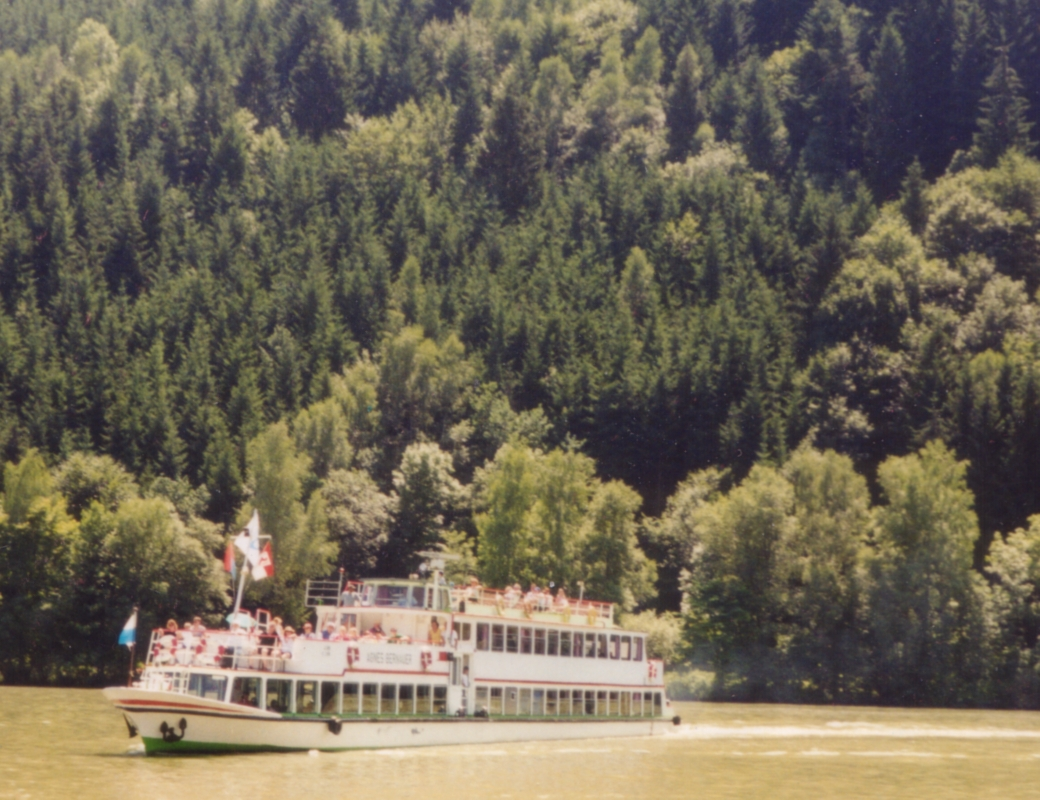
Das Schiff als Agnes Bernauer

Die Bruckmadl (Brückenmädchen) ist ein Fahrgast-Motorschiff auf der Donau und wird als Tagesausflugsschiff eingesetzt. Das Schiff wird von der Donau-Schiffahrts-Gesellschaft Wurm + Noé betrieben. Es verfügt über 300 Plätze.

## Geschichte
Das Schiff wurde unter der Baunummer 412 im Jahr 1965 auf der Deggendorfer Werft gebaut. Es ist (Stand Januar 2014) das älteste der zwölf Schiffe in der Flotte von Wurm & Noé. Auftraggeber war die Fa. Wurm in Irlbach. Mit dem Neubau Agnes Bernauer wurde die Linienpersonenschifffahrt auf der Donau zwischen Regensburg und Passau eröffnet. Seit 1. Juni 2015 fährt sie als Bruckmadl Rundfahrten in Regensburg.

### Umbauten
Durch zwei größere Umbauten wurde die Rumpflänge der Agnes Bernauer deutlich von ursprünglich 29,50 m auf 45,88 m vergrößert. Bei der ersten Verlängerung wurden nach dem Bereich des Steuerstandes ein circa 8,70 m langes Teilstück mit sechs Fensterachsen eingefügt und zusätzlich im Heck der Salon des Oberdecks vergrößert. Bei der zweiten Verlängerung wurde vor dem Steuerstand ein Teilstück mit fünf weiteren Fensterachsen und einer Länge von etwa 7,30 m eingefügt.

## Namensgebung
Ursprünglich wurde das Schiff nach der am 12. Oktober 1435 bei Straubing in der Donau ertränkten Geliebten des bayerischen Herzogs Albrecht III., der Agnes Bernauer, benannt. Seit 2015 trägt sie den Namen Bruckmadl, in Anlehnung an das Bruckmandl der Steinernen Brücke in Regensburg.